# Rapallo
För andra betydelser, se Rapallo (olika betydelser).
Rapallo är en stad och kommun i  storstadsregionen Genua, innan 2015 provinsen Genova, i Ligurien, Italien. Kommunen hade 29 692 invånare (2018). Rapallo är ligger vid Liguriska havet, mellan Chiavari och Portofino.
Staden är en populär semesterort, men också platsen där två olika Rapallofördrag slöts i början på 1920-talet. Det första, Rapallofördraget (1920), slöts mellan Italien och Serbernas, kroaternas och slovenernas kungarike och det andra, Rapallofördraget (1922), slöts mellan Sovjetunionen och Tyskland.

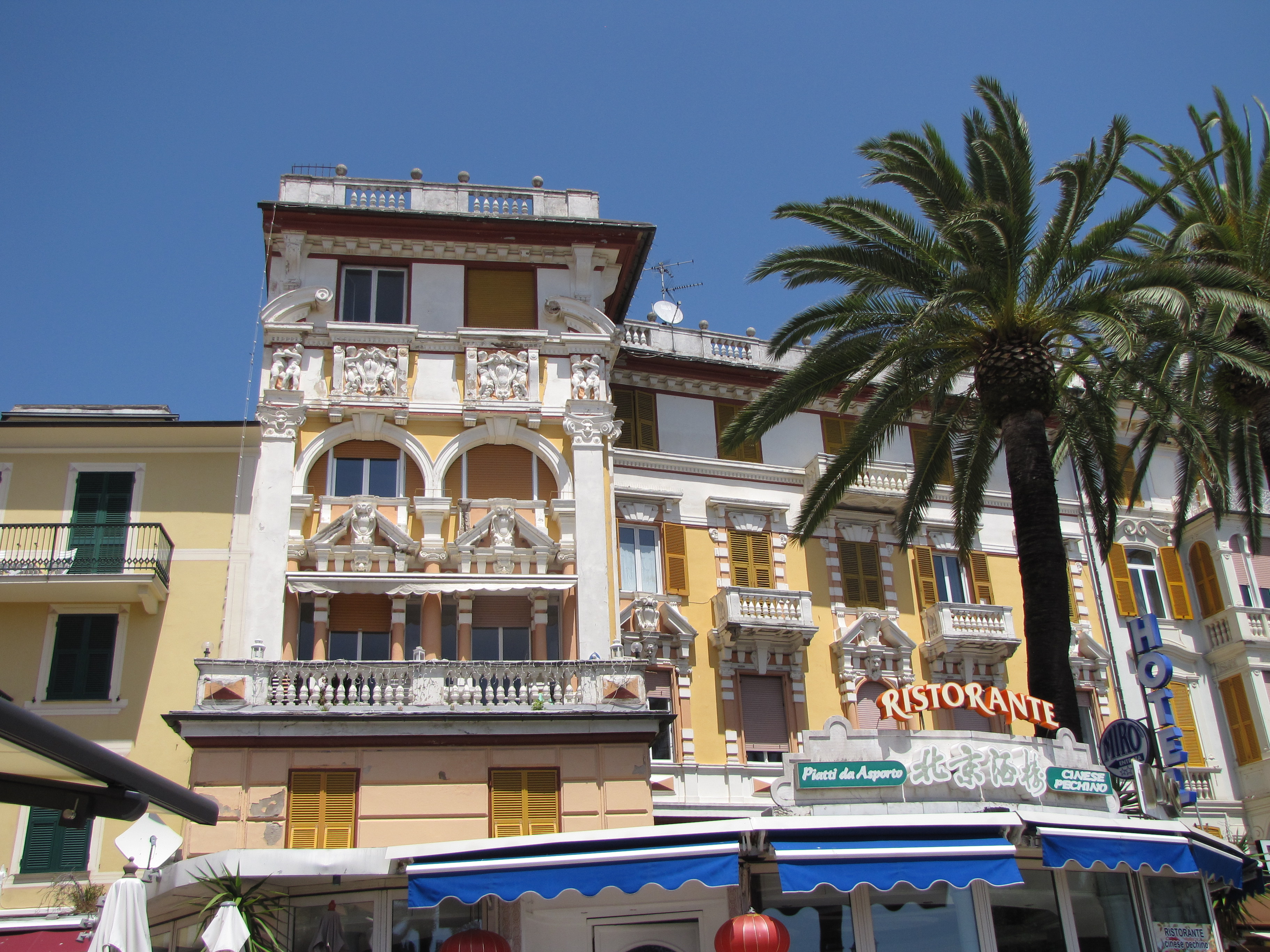
Hus vid Lungomare Vittorio Veneto.

## Sevärdheter
- Kastellet som härstammar från 1550-talet.
- Kyrkan Santo Stefano som anses ha varit den första kristna kyrkan i området.
- Klostret Santuario di Nostra Signora Di Montallegro som ligger i bergen ovanför Rapallo 612 meter över havet. Man tar sig dit med:
  - Bil, man tar vägen mot den lilla staden Corneglia avståndet från Rapallo är ca 11 km.
  - Till fots, den gamla åsnestigen som tar sin början i Rapallos utkanter, tidsåtgång ca 1 timme och 30 minuter.
  - Linbana, den går från Rapallos utkant och tar ca 7 minuter.

## Litteratur

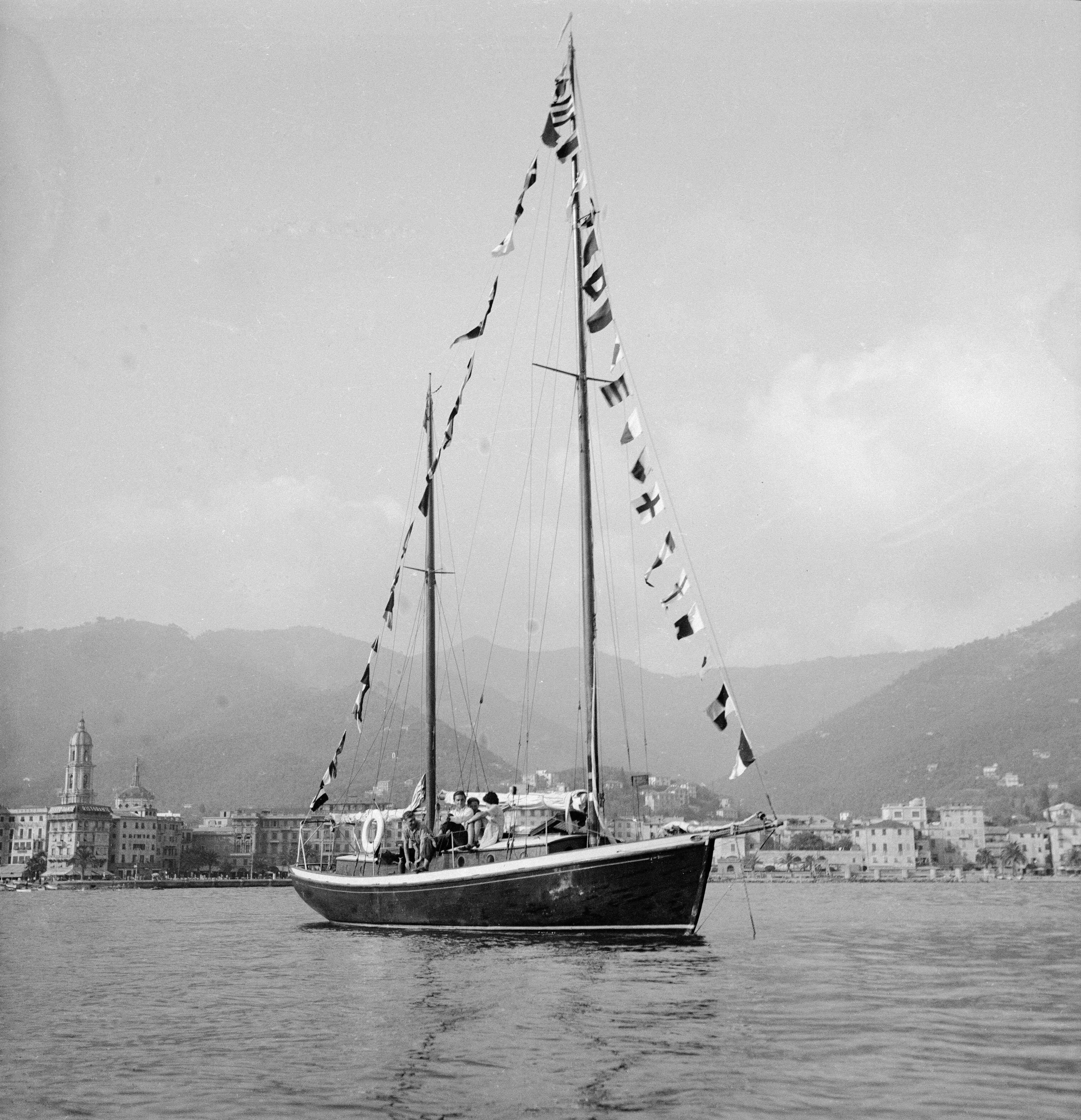
Ketchen Daphne i festutstyrsel utanför Rapallo år 1948